# Robert Morden
Robert Morden (oko 1650. − 1703.), engleski kartograf, graver i izdavač koji je djelovao u londonskom Cornhillu na prijelazu iz 17. u 18. stoljeće.
Morden je najpoznatiji po zemljovidima britanskih grofovija iz 1680-ih koji obiluju prikazima Walesa i Engleske. Godine 1695. izdao je i zemljovid Škotske odnosno novo izdanje Britannie W. Camdena, služeći se podatcima koje su mu slali britanski plemići iz raznih krajeva. Također, izrađivao je i kopije R. Gordona i J. Blaeua. Njegove kartografske radove karakterizira ukrašenost amblemima i relativno su dobro sačuvani jer su tiskani na kvalitetnom papiru. Između 1687. i 1690. godine objavio je i dva atlasa − Geography anatomized i Atlas terrestris.

## Opus
- Geography rectified; or, A description of the world, in all its kingdoms, provinces, countries (1680.)
- Atlas terrestris (1690.)
- Geography anatomized (1693.)
- Suffolk (1695.)
- The county maps from William Camden's 'Britannia' (1695.)
- Britannia: or, The Kingdom of England and Dominion of Wales, actually survey'd (1698.)
- A prospect of London (1700.)
- Geography rectified, or, A description of the world (1700.)
- The new description and state of England (1701.)
- An introduction to astronomy, geography, navigation, and other mathematical sciences (1702.)

## Poveznice
- Povijest kartografije